# Берестин (колонія)
Берестин (рос. Берестин) — колишня колонія у Малинській волості Радомисльського повіту Київської губернії.

## Населення
Наприкінці 19 століття нараховувалося 2 двори та 11 мешканців, з них: 5 чоловіків та 6 жінок.

## Історія
Наприкінці 19 століття — власницька колонія. Відстань до повітового центру, м. Радомисль, складала 25 верст, до волосної управи в містечку Малин, де знаходилась також найближча телеграфна та поштова станція — 8 верст, до найближчої пароплавної станції «Чорнобиль» — 102 версти. Основним заняттям мешканців було рільництво, застосувалась трипільна система обробітку. Землі колонії, в кількости 150 десятин, належали Людвигу Гурковському, котрий господарював особисто.
Станом на 1924 рік не перебувало на обліку населених пунктів.